# Brezno
Brezno és una ciutat d'Eslovàquia. Es troba a la regió de Banská Bystrica, és capital del districte de Brezno.

## Història
La primera menció escrita de la vila es remunta al 1265.

## Demografia
| Godina             | 1994   | 2004   | 2014   | 2024   |
| ------------------ | ------ | ------ | ------ | ------ |
| Nombre de persones | 22.981 | 22.417 | 21.331 | 19.671 |
| Diferència         |        | −2,45% | −4,84% | −7,78% |

| Godina             | 2023   | 2024   |
| ------------------ | ------ | ------ |
| Nombre de persones | 19.790 | 19.671 |
| Diferència         |        | −0,60% |

## Ciutats agermanades
- Agria, Grècia
- Ciechanów, Polònia
- Čačak, Sèrbia
- Meudon, França
- Nadlak, Romania
- Nový Bydžov, República Txeca

1. 1 2  «Počet obyvateľov podľa pohlavia - obce (ročne) [om7101rr_obce=AREAS_SK]».   Statistical Office of the Slovak Republic, 31-03-2025. [Consulta: 31 març 2025].